# Grumichella pulchella
Grumichella pulchella är en nattsländeart som först beskrevs av Banks 1910.  Grumichella pulchella ingår i släktet Grumichella och familjen långhornssländor. Inga underarter finns listade i Catalogue of Life.